# Lago Melchsee
O Lago Melchsee é um lago localizado no cantão de Obwald, na Suíça. Este lago dá o seu nome ao resort Melchsee-Frutt, no município de Kerns. 
A altitude a que o lago se encontra fica nos 1891 m e apresenta uma superfície de 0,54 km². Neste lago encontra-se uma pequena barragem.